# Östra Norrskär
Östra Norrskär är en ö i Finland. Den ligger i Norra kvarken och i kommunen Korsholm i den ekonomiska regionen  Vasa i landskapet Österbotten, i den västra delen av landet. Ön ligger omkring 51 kilometer väster om Vasa och omkring 410 kilometer nordväst om Helsingfors.
Öns area är 74,5 hektar och dess största längd är 1,7 kilometer i öst-västlig riktning.